# Chikkerahalli, Honnali
Chikkerahalli là một làng thuộc tehsil Honnali, huyện Davanagere, bang Karnataka, Ấn Độ.